# Berinda
Berinda là một chi nhện trong họ Gnaphosidae.

## Các loài
Chi này gồm các loài:
- Berinda aegilia Chatzaki, 2002
- Berinda amabilis Roewer, 1928
- Berinda cypria Chatzaki & Panayiotou, 2010
- Berinda ensigera (O. P.-Cambridge, 1874)
- Berinda hakani Chatzaki & Seyyar, 2010